# Álvaro de Bazán y Benavides
Pour les articles homonymes, voir Bazan, Benavides et Santa Cruz.
Álvaro de Bazán y Benavides, né le 12 septembre 1571 à Naples, mort en 1646 dans la même ville, est le fils d’Álvaro de Bazán, 1er marquis de Santa Cruz et est le second marquis de  Santa Cruz. Il exerce plusieurs commandements dans la flotte espagnole et les forces terrestres de la Monarchie catholique.

## Carrière
Pendant la guerre anglo-espagnole, en 1596, il participe à la défense de Cadix contre l’attaque de la flotte anglaise envoyée par la reine Élisabeth Ire d’Angleterre. En 1602, il commande trois galères dans la baie de Sesimbra près de Lisbonne ; il est vaincu par une flotte anglaise commandée par William Monson (en) et Richard Leveson (en). 
En 1603, il est nommé capitaine général des galères du royaume de Naples. En 1604, il participe à des actions navales dans la mer Ionienne devant Zante, Patmos et Longo ; en 1605-1606, au siège et à la prise d'Estarcho et de Durrës en Albanie, alors tenues par la république de Venise. En mai 1612, commandant la flotte de galères du royaume de Naples, avec Ottavio d’Aragona commandant celles du royaume de Sicile, ils coulent plusieurs galères d’Alger. 
En 1614, il participe au transport vers l’Afrique du Nord des morisques chassés d’Espagne ; en 1622, à une expédition africaine. 

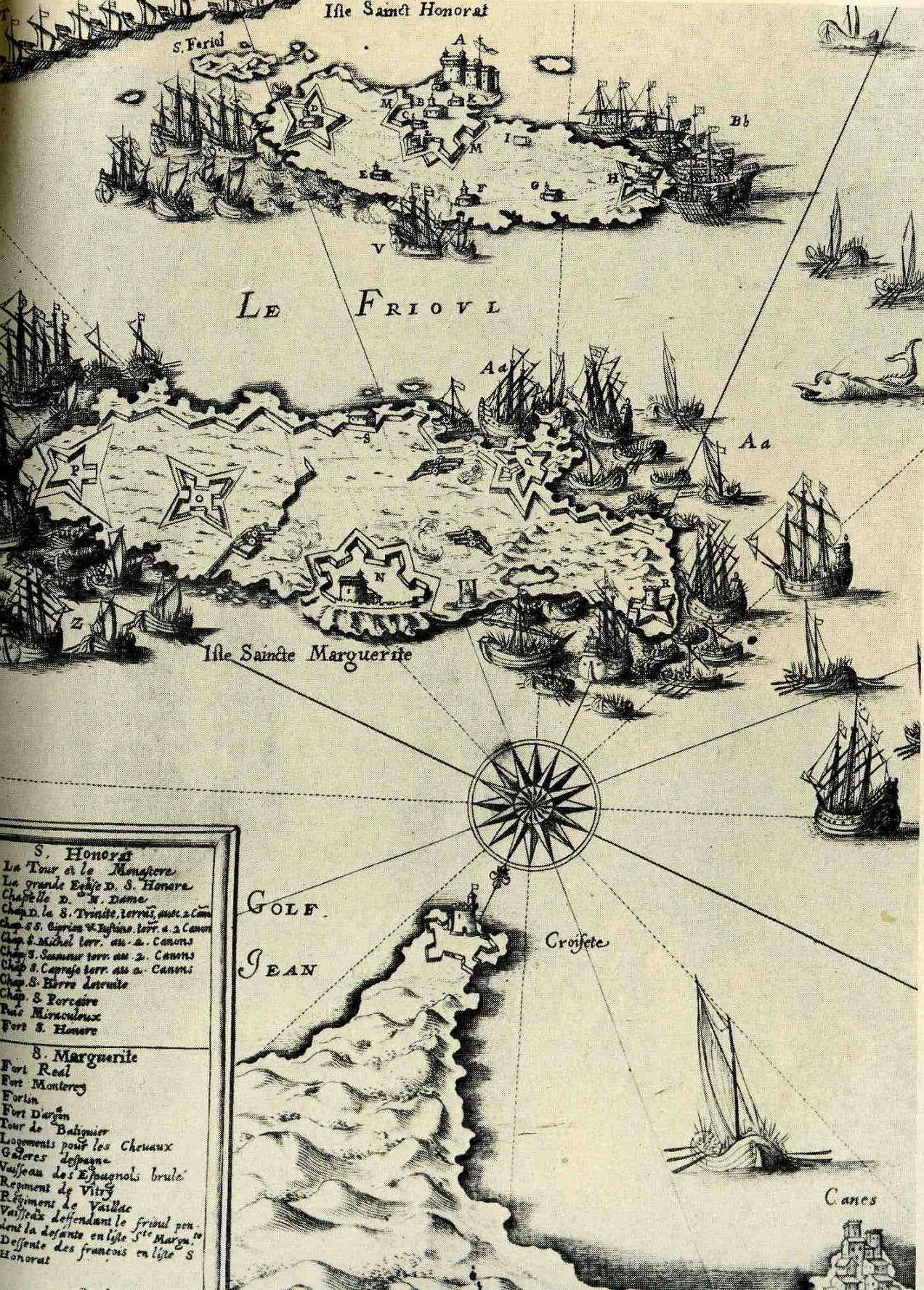
Les îles de Lérins, prises par les Espagnols en 1635, reprises par les Français en 1637. Carte française de 1639.

En 1625, pendant la guerre de Succession de Mantoue, il commande le secours de Gênes (es) assiégée par les forces du roi de France et du duc de Savoie. Son action a été immortalisée dans le tableau Secours de Gênes par le marquis de Santa Cruz (1634) par Antonio de Pereda. En 1629, il est nommé commandeur des galères de la Méditerranée.
De 1630 à 1631, il est gouverneur du duché de Milan après la mort d’Ambrogio Spinola ; en 1631, mestre de camp et commandant en chef de l’armée des Flandres sous l'autorité de l'infante Isabelle-Claire-Eugénie. Il accumule les échecs dans la guerre contre les Provinces-Unies, s'attire l'hostilité de la noblesse catholique des Pays-Bas, et le roi Philippe IV, en novembre 1632, décide de le remplacer par le marquis d'Aytona.
Au printemps 1635, Álvaro de Bazán arme une flotte pour attaquer les îles de Lérins, près des côtes de Provence ; il échoue à cause d'une tempête mais, ayant reçu des renforts du marquis de Villafranca, il fait une seconde tentative victorieuse en septembre, vient à bout de la faible garnison française et transforme les îles en base contre le commerce et les ports français et savoyards. Álvaro de Bazán fait construire de solides fortifications aux îles Saint-Honorat et Sainte-Marguerite ; il part le 15 décembre 1635 en disant « Il faudra dix ans aux Français pour reprendre Lérins ». En fait, les Français reprendront les îles de Lérins en mai 1637.
À la fin de 1635, Álvaro de Bazán et Villafranca repassent en Italie et empêchent les Français du maréchal de Créquy de s'emparer de Valenza.
Álvaro de Bazán, marquis de Santa Cruz, était membre des conseils de guerre espagnols et du conseil d’État, marquis d’El Viso, seigneur de Valdepeñas et grand d’Espagne.
Il s’était marié en 1590, à Almagro, en Espagne, avec Guiomar Manrique de Lara, de qui il eut deux fils et cinq filles.